# شاخه‌ددان
ترچنوثریا (نام علمی: Trechnotheria) نام یک "بالاهنگ" از رده پستانداران است.